# 布達考拉斯

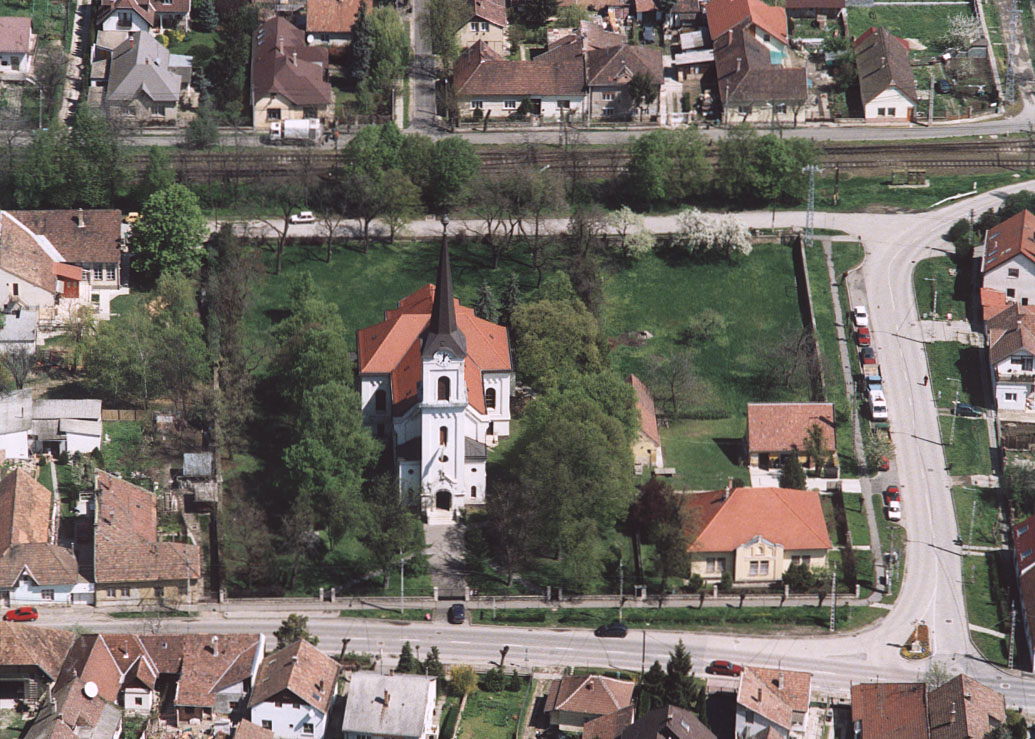

布達考拉斯是匈牙利的城鎮，位於該國北部，由佩斯州負責管轄，面積15.11平方公里，鎮上有多處考古遺址，2011年人口10,452，其中約一半居民信奉天主教。

## 外部連結
- Budakalász's web page （页面存档备份，存于） （匈牙利文）